# Monika Ribar
Monika Elisabeth Ribar Baumann (* 19. September 1959 in Degersheim, Kanton St. Gallen) ist eine Schweizer Managerin. Seit 2016 ist sie Präsidentin des Verwaltungsrats der Schweizerischen Bundesbahnen (SBB).

## Werdegang
Nach der Matura studierte Ribar von 1979 bis 1983 an der HSG St. Gallen Wirtschaftswissenschaften und schloss das Studium als lic. oec. HSG ab. Im Jahr 1999 absolvierte sie das Stanford Executive Program an der Stanford University. 2006 absolvierte sie den New CEO Workshop der Harvard University Cambridge, USA.
Nach dem Studium begann Ribar ihre berufliche Tätigkeit bei der BASF in Österreich in Wien (1984–1986). Danach kehrte sie in die Schweiz zurück, um bei der Wirtschaftsprüfungs- und Unternehmensberatungsfirma Fides (später KPMG Schweiz) die Abteilung für Strategieplanung zu leiten (1986–1990).
Im Jahr 1991 wechselte sie zur Panalpina. Sie war während 23 Jahren für dieses Unternehmen in verschiedenen Führungsfunktionen tätig, unter anderem als CIO (2000–2005), als CFO (2005–2006) und zuletzt als CEO der Panalpina World Transport (2006–2013). Mit ihrem Ausstieg bei Panalpina beendete Monika Ribar ihre Tätigkeit in der operativen Unternehmensführung und konzentriert sich seither auf die Wahrnehmung von verschiedenen Verwaltungsratsmandate, unter anderem ist sie seit Mitte Juni 2016 Präsidentin des Verwaltungsrates der Schweizerischen Bundesbahnen.
Im November 2017 musste sich Ribar wegen eines Beratungsmandats aus dem Jahr 2015 für ein Hafenprojekt in Angola der Öffentlichkeit erklären. Zwischen Juni 2015 und Mai 2016 sass Ribar im Verwaltungsrat der Investmentfirma Capoinvest Limited von Jean-Claude Bastos de Morais. Capoinvest Limited hat ihren Sitz auf den Britischen Jungferninseln und finanziert einen Tiefseehafen in Angola. Bastos verwaltet den angolanischen Staatsfond, aus dessen Ressourcen rund 180 Millionen US-Dollar in den Bau des Tiefseehafens fliessen. Der Profit des Hafens – davon gehen Schweizer Medien aus – wird grossmehrheitlich dem Hauptaktionär Bastos zufliessen. Ribar erhielt für ihr Mandat im Verwaltungsrat von Capoinvest 100'000 US-Dollar. Ribar rechtfertigte ihr Engagement mit ihrem Interesse an dem Logistikprojekt. Ihre Position beim angolanischen Projekt wurde erst durch die Veröffentlichungen der Paradise Papers bekannt.
Ribar wird zu den einflussreichsten Geschäftsfrauen gezählt. Sie setzt sich ein für eine stärkere Rolle von Frauen in Führungsfunktionen und war Mitglied des Beirats der GetDiversity GmbH. Sie ist Vorstandsmitglied beim SBI Swiss Board Institute in Genf.
Sie ist seit 2003 mit Marcel Baumann verheiratet und wohnt in Rüschlikon.

## Verwaltungsratsmandate (Auswahl)
Bereits begleitend zur Tätigkeit bei Panalpina übernahm Monika Ribar einzelne VR-Mandate.
- 2001–2010: Mitglied im VR der Bank Julius Bär[10]
- 2004–2015: Mitglied im VR der Logitech AG
- 2011–heute: Mitglied im VR der Sika AG
- 2012–2015: Mitglied im VR der Swiss International Airlines
- 2013–2016: Mitglied im VR der Rexel S.A.[11]
- 2014–2020: Mitglied im VR der Deutsche Lufthansa AG
- 2014–2022: Mitglied im VR der Chain IQ Group AG
- ab 2014: Mitglied im VR der SBB; Vizepräsidentin des VR
- seit 15. Juni 2016: Präsidentin des VR der SBB als Nachfolgerin von Ulrich Gygi, der altershalber nicht wieder kandidiert hatte.[12]
Diese Tätigkeit gilt als 60 %-Beschäftigung.